# Popovo
Popovo (in bulgaro Попово?) è un comune bulgaro situato nella regione di Tărgovište di 28 775 abitanti (dati 2011). La sede comunale è nella località omonima.

## Località
Il comune è formato dall'insieme delle seguenti località:
- Popovo (sede comunale)
- Aprilovo
- Baba Tonka
- Berkovski
- Braknica
- Car Asen
- Dolec
- Dolna Kabda
- Drinovo
- Elenovo
- Gagovo
- Gloginka
- Gorica
- Ivanča
- Kardam
- Kovačevec
- Kozica
- Konak
- Lomci
- Manastirica
- Marčino
- Medovina
- Osikovo
- Palamarca
- Pomoštica
- Posabina
- Sadina
- Svetlen
- Slavjanovo
- Trăstika
- Vodica
- Zavetno
- Zaraevo
- Zahari Stojanovo
- Zvezda